# Gunnera manicata
Gunnera manicata és una espècie d'angiosperma de la família Gunneraceae, nadiua del sud del Brasil.
Rep el nom comú de gunnera del Brasil així com el de ruibarbre gegant que comparteix amb una altra espècie del mateix gènere, Gunnera tinctoria. Malgrat el seu nom comú, no està relacionada amb el ruibarbre per bé que també sigui comestible.

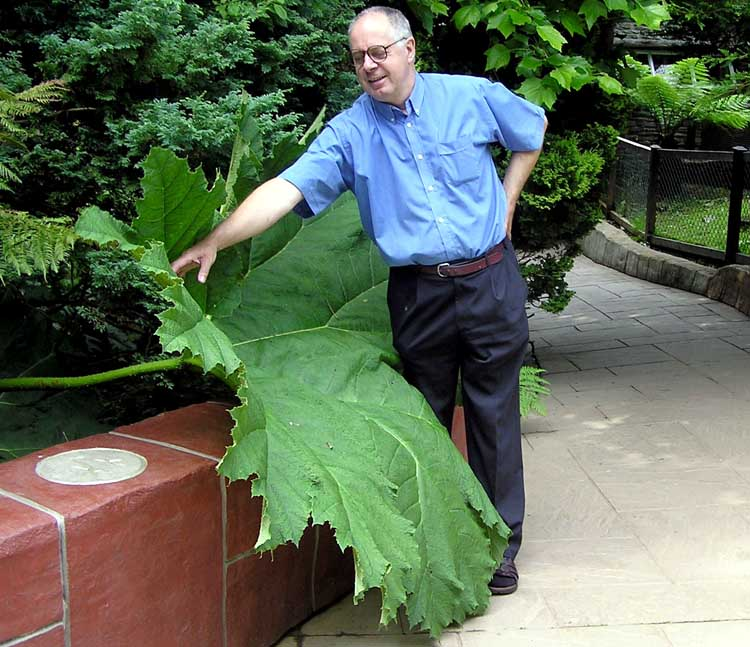
Gunnera manicata, Devon, Anglaterra

És una planta perenne que fa fins a 2,5 m d'alt i les seves fulles són molt grosses. Com a planta ornamental es cultiva per la gran mida de les seves fulles.
Ha guanyat el premi Award of Garden Merit de la Royal Horticultural Society.
És una planta considerada invasora en alguns llocs del món.